# La Chapelle-Souëf
La Chapelle-Souëf település Franciaországban, Orne megyében. Lakosainak száma 245 fő (2022. január 1.). La Chapelle-Souëf Appenai-sous-Bellême, Dame-Marie, Igé, Saint-Cyr-la-Rosière, Saint-Germain-de-la-Coudre és Val-au-Perche községekkel határos.

## Népesség
A település népességének változása:
| Lakosok száma | 271  | 265  | 268  | 255  | 250  | 247  | 245  | 243  | 245  |
|               | 2013 | 2015 | 2016 | 2017 | 2018 | 2019 | 2020 | 2021 | 2022 |